# ガラダマ天国
『ガラダマ天国』（ガラダマてんごく）は、唐沢商会（作：唐沢俊一、画：唐沢なをき）による日本の漫画作品。『TVぴあ』にて1992年から1997年まで掲載された。

## タイトルの由来
ガラダマ（唐魂）とは、唐沢商会の魂という意味である。もちろん円谷プロの空想特撮番組の傑作「ウルトラQ」のタイトルにもなっている隕石を意味する言葉でもある。隕石とは突如この地球に降って落ちてくる、異物である。この題名はそういう日常の中に突如わいた、異物のようなネタを取り上げていきたいと思ってつけたマジメなタイトルだったのである。

## 収録作品
- 特別対談　唐沢商会そしてガラダマ天国とは?

1. 隠し芸
2. チベットへの道
3. チベットへの道（2）
4. チベットへの道（3）
5. INTER ZONE
6. ないと変だが別になくても困らないもの
7. 追悼 森やすじ
8. 幻魔大戦
9. 新宿有名人図鑑
10. 突然なめくじ
11. 映画にでたぞ
12. 正月は替歌でGO!
13. 人間カンチガイもある
14. 百物語
15. N○Kの集金人（1）
16. N○Kの集金人（2）
17. N○Kの集金人（3）
18. 改編期だからドーンといってみよう
19. 有線放送
20. 有線放送（2）
21. 有線放送（3）
22. 怪情報
23. 地下怪情報の部屋（2）
24. アニーにおまかせ!
25. いろいろ地下怪情報怪物件
26. 怪情報の集め方
27. カラダのために
28. あなたは狙われている（家庭編）
29. SFの夏
30. メ・ハナ・ミミ
31. 学校の怪情報　[1]
32. 学校の怪情報（2）
33. ムッシュバラバラ
34. 耳売り少女
35. 都会におけるふれあいいろいろ
36. インドの神秘
37. GO GO蛇女
38. 都会におけるふれあいいろいろ（2）
39. 学校の怪談（わからない編）
40. おハガキから
41. 宗教大進撃
42. カナシバリについて
43. 私設アカデミー賞
44. 読者のみなさまのツッコミから
45. 病院のあやしい話
46. あぶはちとらず
47. たまにはテレビのこと
48. オブラート
49. 北朝鮮のテレビ
50. 私も昔はワルだった
51. この馬鹿
52. 由利子がスキだ
53. ぶっ殺す!
54. シミュラクラ
55. 誤読
56. 神田森莉でしあわせしあわせ!
57. ビートたけしの記者会見
58. ネコよけペットボトル
59. 大喰いの秘伝
60. またまた蛇女 その他
61. テレビ伝説
62. 最近かかわったテレビ関係のコト
63. 輪転機 IN ガメラ
64. 子供ってやつ[2]
65. 子供ってやつ（2）
66. 西手新九郎に気をつけろ
67. 全面広告
68. 有名人だぞ
69. オウムだぞ
70. 大阪府知事さま
71. 電車にて
72. 魔法使いサリン
73. ピンク映画
74. 余波
75. 謎の円盤UFO
76. 宇宙人だよ
77. のど自慢
78. あかすり屋湯助
79. 夏のお爺さん
80. 座談の日々
81. 健康食品
82. 中野にて
83. アテレコ
84. 飯塚昭三
85. 小雁の離婚
86. なんて呼ばれるか
87. もうアキたかもしれませんがやっぱりオウム
88. 大きなタコ
89. フェイク・ヌード
90. 誤植
91. ナレーション
92. 香港のヘビ
93. 話題の人
94. ゲロゲロの話
95. 春デンパ
96. バスガイドでGO GO
97. プレスアニマル
98. タクシーな人々
99. 嘸、屡、孰れ、須く、只管、等閑…[3][4]
100. 墓場の怪人カビビンガ
101. お盆進行!!
102. すいません暑いもんで
103. リラックスするには
104. ああ永遠のムラマツキャップ
105. ニセモノ出現
106. 藤子・F・先生～～っ
107. おっかけ
108. 30代の無理
109. 御神体
110. 門番のいる生活
111. バライロの21世紀
112. ダフ屋
113. 秘法公開
114. まちがい電話・まちがい留守録
115. ライターはつらいよ
116. 春の脳内麻薬
117. 文芸座閉館
118. 桜
119. 死語
120. パンツ・パンティ問題
121. 死語を越えて
122. 気圧の話
123. 取材にきたぞ
124. 電車でGO GO GO!
125. 暑いったら暑い
126. スペース1997
127. 耳
128. 虫!!
129. セミ
130. マツタケ
131. あこがれ
132. ガラダマ
133. ガラダマ天国の作り方
134. コワイ話など[5]
135. 泣いても笑っても

- 唐沢商会選6年間にこんなこともありました

1. 1992・ソビエト崩壊、ロス暴動。でも日本は冬彦、きんさんぎんさん
2. 1993・どの権威も失墜し、「ゴー宣」にヘアヌードが一大ブーム
3. 1994・世界情勢も日本の政治も「すったもんだがありました」
4. 1995・平和ボケと日本を驚愕させた大震災と地下鉄サリンの2連発
5. 1996・O157のブキミさよりも、『エヴァ』やナイキに大騒ぎ
6. 1997・続く「エヴァ」ブームに酒鬼薔薇、ダイアナ事故死で世は世紀末

## 単行本
書籍コード：ISBN 978-4892150487 絶版